# السعودية للتكرير
السعودية للتكرير (SRI) هي شركة تابعة لأرامكو السعودية تشتري وتبيع النفط الخام وتحافظ على مخزون النفط الخام خارج أراضي الولايات المتحدة. يقع المقر الرئيسي للشركة في هيوستن بولاية تكساس. تعرف الشركة باسم شركة موتيفا، وتقوم  بتكرير المنتجات البترولية للأسواق في المناطق الشرقية والجنوبية للولايات المتحدة تحت العلامة التجارية شل.